# Troppberg
Troppberg är ett berg i Österrike.   Det ligger i distriktet Sankt Pölten-Land och förbundslandet Niederösterreich, i den östra delen av landet, 20 km väster om huvudstaden Wien. Toppen på Troppberg är 433 meter över havet.
Terrängen runt Troppberg är kuperad åt sydväst, men åt nordost är den platt. Runt Troppberg är det tätbefolkat, med 343 invånare per kvadratkilometer.. Närmaste större samhälle är Klosterneuburg, 19,3 km nordost om Troppberg. 
I omgivningarna runt Troppberg växer i huvudsak blandskog.